# Standby Records
Standby Records, (i marknadsföringssammanhang skrivet StandBy Records) är ett skivbolag i Cleveland, Ohio, grundat 2007 av Nick Moore, sångare i Before Their Eyes. Moore sålde bolaget till Neil Sheehan, ägare av HM-Live, 2008 för att han var för upptagen med Before Their Eyes. Sheehan introducerade StandBy Urban som en del av skivbolaget för hiphop-artister. Skivbolaget har få välkända musikakter, men band som tidigare haft kontrakt med bolaget inkluderar Black Veil Brides, Emarosa och Before Their Eyes. StandBy Records distributionsbolag är Victory Records.

## Artister

### Nuvarande
- Davey Suicide
- Farewell, My Love
- Freshman 15
- Hopes Die Last
- In Alcatraz 1962[3]
- Modern Day Escape
- Picture Me Broken
- Star City Meltdown
- Underlined

### Nuvarande på StandBy Urban
- Erika Kanye[4]
- Young Ray
- Young Shank

## Tidigare
- A Breach on Heaven (Aktiva, utan kontrakt)
- Before Their Eyes (Aktiva, nu med InVogue Records.)
- Black Veil Brides (Aktiva, nu med Lava Records.)
- Blessed by a Burden (Aktiva, utan kontrakt)
- Castle Grayskull (Splittrades 2010)
- Count Your Blessings
- Destruction of a Rose (Aktiva, utan kontrakt)
- Dot Dot Curve :) (Aktiva, utan kontrakt)
- Emarosa (Active, nu med Rise Records.)
- Emergency 911
- Forever in Terror (Active, now with In-Demand Records.)
- Guns for Glory (Aktiva, utan kontrakt)
- Handshakes and Highfives (Aktiva, utan kontrakt)
- Holiday Unheard Of (Aktiva, utan kontrakt)
- Just Left
- Lachrymosa Acoustic (Aktiva, utan kontrakt)
- No Bragging Rights (Aktiva, utan kontrakt)
- Oh the Blood (Splittrades 2009)
- Return from Exile (Aktiva, utan kontrakt)
- Settle the Sky (Splittrades 2010)
- Tonight Is Glory (Aktiva, utan kontrakt)
- Vanilla Ice (Aktiv, nu med Psychopathic Records.)
- Vegas Masquerade
- Vice on Victory
- The Waking Life (Splittrades 2008)

### Fotnoter
1. 1 2  ”Arkiverade kopian”. Arkiverad från originalet den 6 januari 2009. https://web.archive.org/web/20090106202208/http://www.standbyrecords.net/2008/5/21/victory-to-distribute-standby-records. Läst 26 juni 2012.
2. ↑  ”Arkiverade kopian”. Arkiverad från originalet den 17 augusti 2010. https://web.archive.org/web/20100817155624/http://www.standbyrecords.net/corporate-legal/legal-info. Läst 26 juni 2012.
3. ↑  ”Arkiverade kopian”. Arkiverad från originalet den 30 mars 2012. https://web.archive.org/web/20120330125748/http://www.standbyrecords.net/bands/in-alcatraz-1962/70-in-alcatraz-1962-sign-with-standby-records. Läst 26 juni 2012.
4. ↑  http://www.myspace.com/standbyhiphop